# Mosquero, Novi Meksiko
Mosquero je selo u okruzima Hardingu i San Miguelu u američkoj saveznoj državi Novom Meksiku. Prema popisu stanovništva SAD 2000. u ovdje je živjelo 120 stanovnika. 

## Zemljopis
Nalazi se na 35°46′35″N 103°57′26″W / 35.77639°N 103.95722°W (35.776293, -103.957133). Prema Uredu SAD-a za popis stanovništva, zauzima 2,6 km2 površine, sve suhozemne.

## Stanovništvo
Prema podatcima popisa 2000. u Mosqueru bilo je 120 stanovnika, 60 kućanstava i 33 obitelji, a stanovništvo po rasi bili su 70,00% bijelci, 25,83% ostalih rasa, 4,17% dviju ili više rasa. Hispanoamerikanaca i Latinoamerikanaca svih rasa bilo je 77,50%.